# Maasbracht

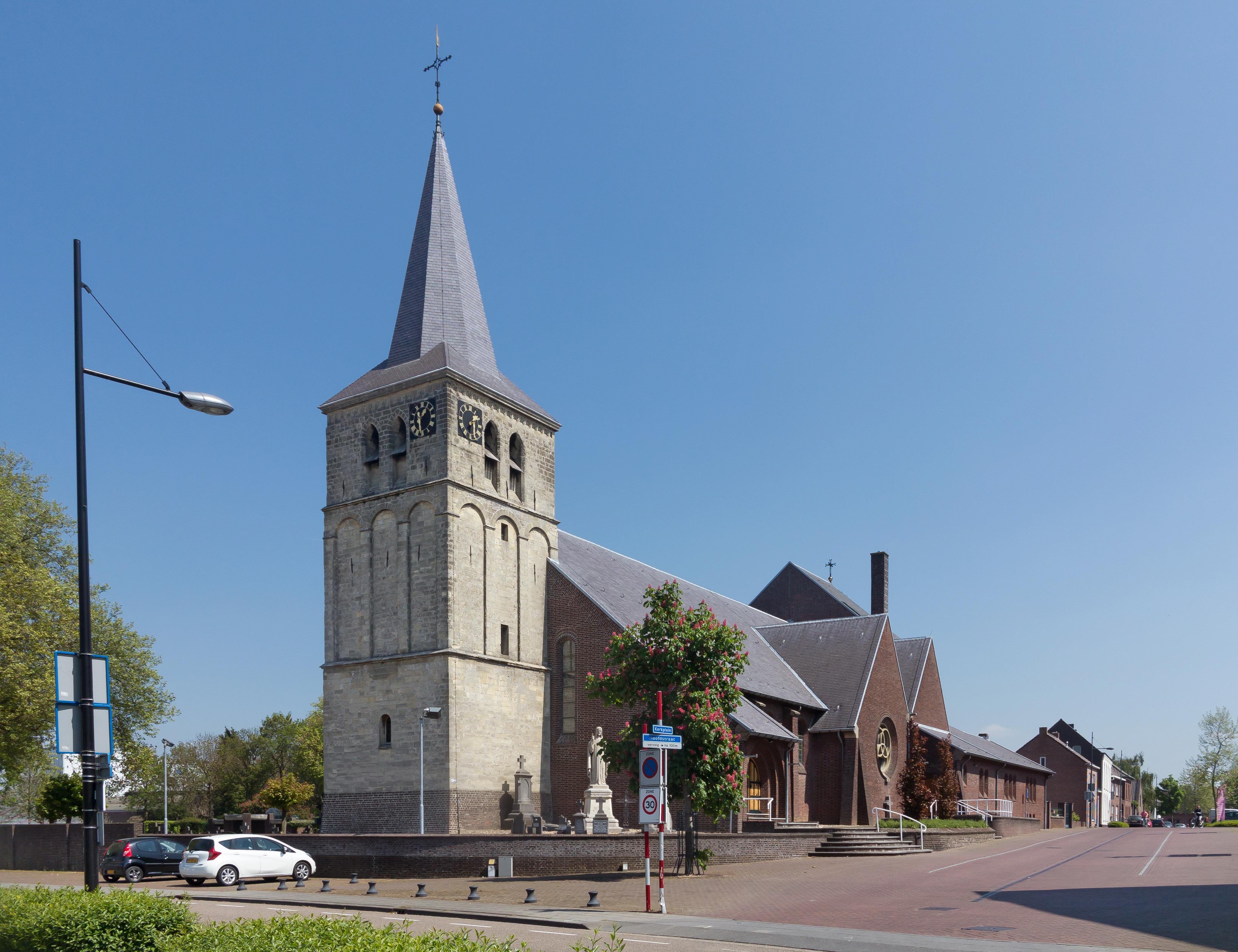
De Sint-Gertrudiskerk

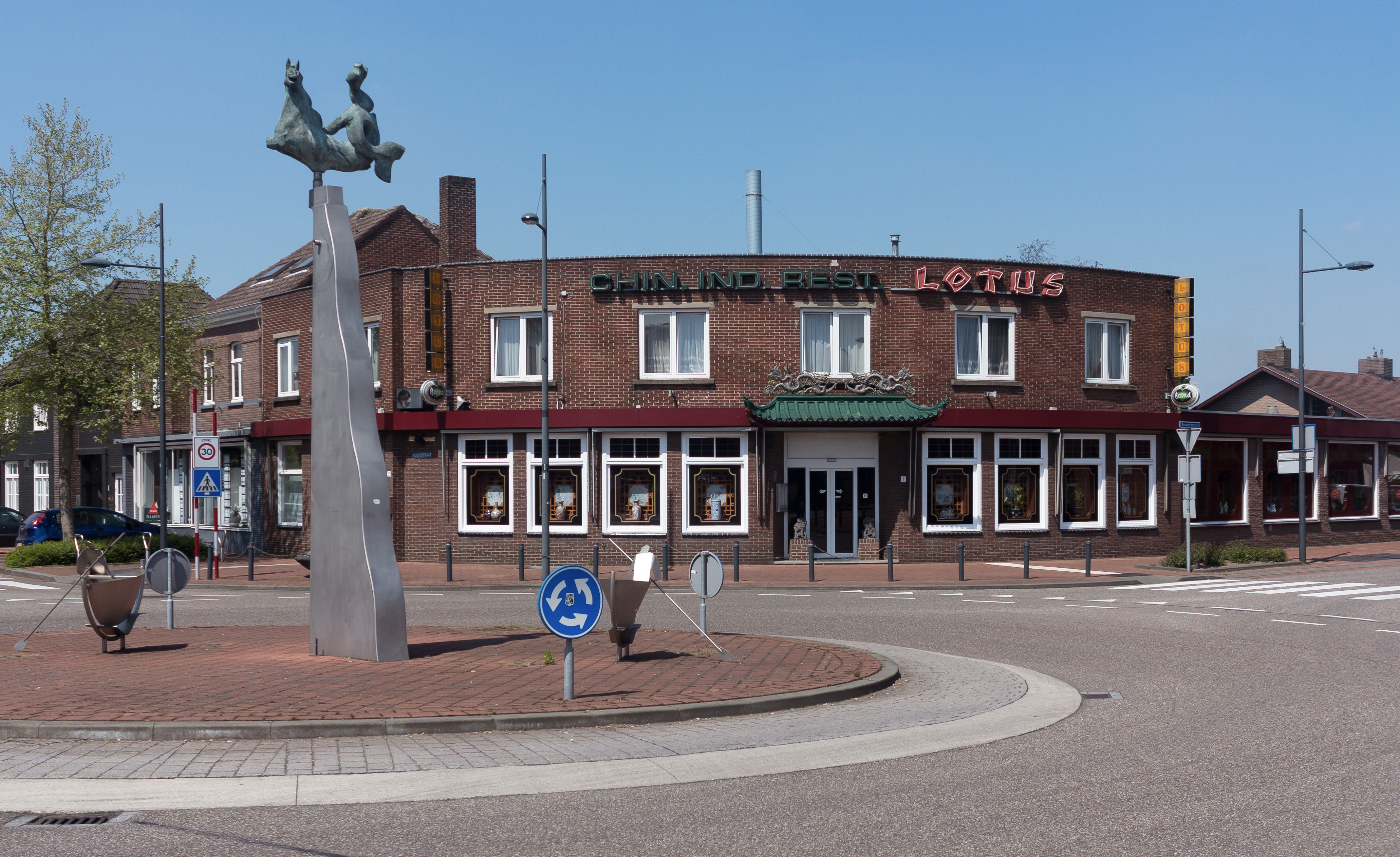
Sculptuur met Chinees restaurant bij de rotonde op de Hoofdstraat

Maasbracht (uitspraakⓘ, Limburgs: Brach) is een dorp en voormalige gemeente in de gemeente Maasgouw, in de Nederlandse provincie Limburg. Het is gelegen ten zuidwesten van Roermond en ten noordoosten van Echt.
In 2023 telde Maasbracht 7.060 inwoners. Iets meer dan duizend inwoners daarvan woont in het dorp Brachterbeek, dat formeel als woonplaats onder Maasbracht valt. De A2 vormt de scheiding tussen de bewoning van de dorpen Maasbracht en Brachterbeek.

## Natuur en landschap
Maasbracht ligt direct aan de Maas op een hoogte van ongeveer 21 meter. Verder is er het Julianakanaal dat in Maasbracht begint en in zuidelijke richting loopt. Het gebied ten zuidwesten van Maasbracht is daardoor op een schiereiland komen liggen, slechts door enkele bruggen met het vasteland verbonden. Na de Tweede Wereldoorlog zijn de noordelijke delen van dit schiereiland vergraven ten behoeve van de grindwinning.

## Geschiedenis
Maasbracht werd voor het eerst schriftelijk vermeld in 888, als Warachte en in 1294 als Bracht. Het behoorde tot het Ambt Montfort en vormde daar één schepenbank met Echt en Roosteren.
In 1543 kwam Maasbracht bij het Habsburgse Rijk en vanaf 1716 bij Staats-Opper-Gelre.
In de Franse tijd werd Maasbracht een zelfstandige gemeente.
In 1922 kwam de tramlijn Roermond - Sittard gereed. Het spoor kwam van de Kruisweg en liep door de Echterstraat richting Stevensweert. Er reden dagelijks vijf trams per richting. Aan de Molenweg en Kruchtenerstraat waren haltes en de trams stopten hier 'op tijdig verzoek'. In 1937 werd de tramlijn opgeheven en de sporen opgebroken. Busvervoer nam het reizigersverkeer over.
In 1991 werden Linne, Ohé en Laak en Stevensweert toegevoegd aan de gemeente Maasbracht. De gemeente telde in 2006 13.613 inwoners (bron: CBS) en had een oppervlakte van 26 km², (waarvan 3,65 km² water). Op 1 januari 2007 is de gemeente Maasbracht samengevoegd met de gemeenten Heel en Thorn tot de nieuwe gemeente Maasgouw.

## Kernen van de voormalige gemeente
- Brachterbeek
- Linne, met Weerd
- Maasbracht
- Ohé en Laak
- Stevensweert, met Bilt, Brandt en Eiland

Het gemeentehuis bevindt zich te Maasbracht.

## Economie

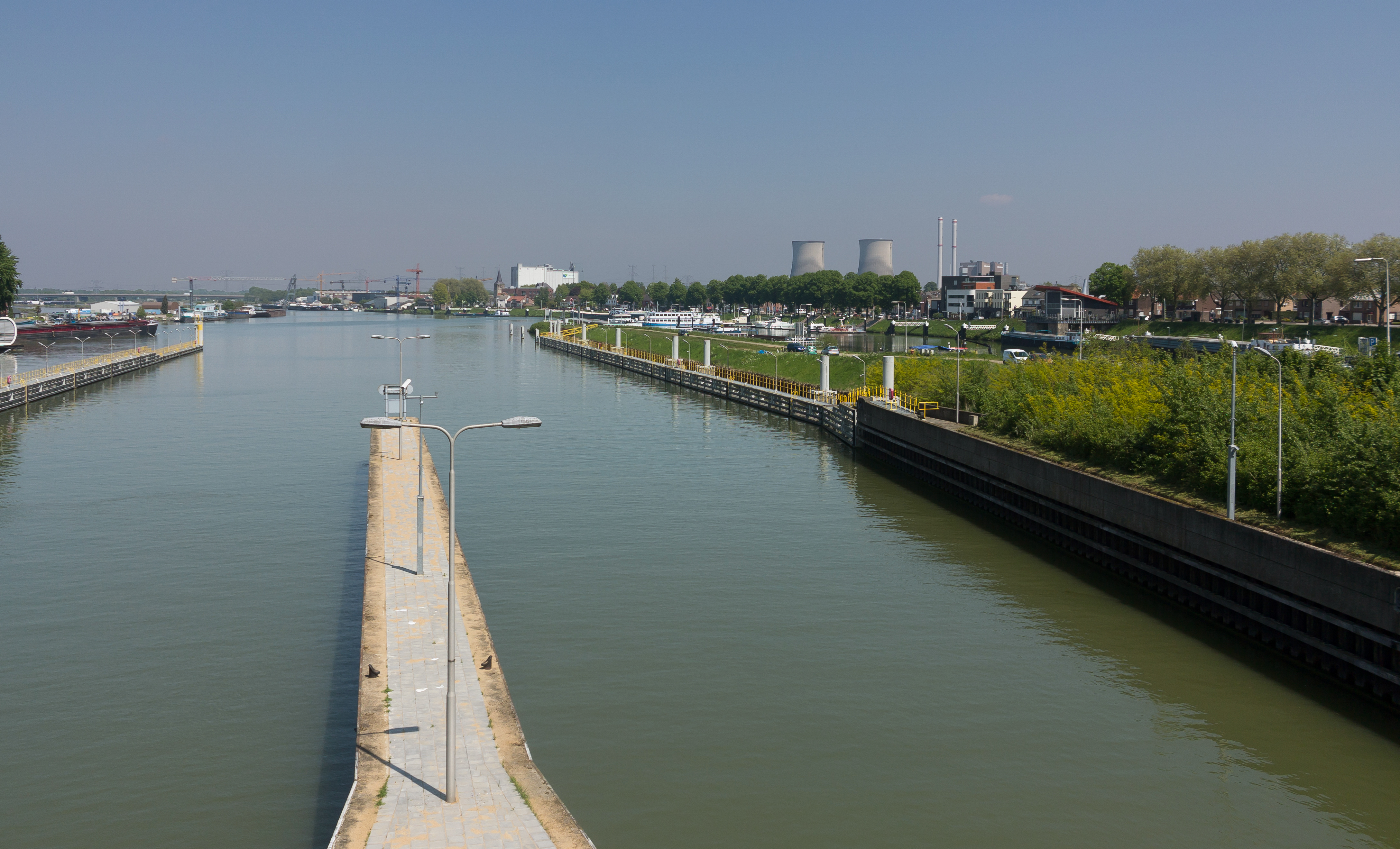
Maasbracht met Julianakanaal

Maasbracht is nauw met de Maas verbonden. Vanaf 1860 was de Maas ten zuiden van Venlo niet bevaarbaar, omdat België veel water onttrok om dat via kanalen naar de Kempen te laten stromen. In juli 1929 kwam de Maasverbetering tussen Grave en Maasbracht gereed. Stroomopwaarts was de Maas nog een onbetrouwbare regenrivier. Hierdoor was het gunstig om in Maasbracht een overslag te realiseren, waarbij steenkool het belangrijkste overslaggoed was. Vanaf 1926 liep er een zijtak naar de haven van Maasbracht van tramhalte Stevensweert aan de tramlijn Roermond - Sittard. De eerste twee jaar nadat dit in gebruikt was gesteld werd hierover bouwmateriaal vervoerd voor het kanaal en Sluis Maasbracht, daarna zand, grind en andere grondstoffen. Op 30 november 1929 werd de kolentip van het Rijkskolentipsbedrijf in gebruik genomen. Drie treinen met 50 kolenwagons per dag werden uit de Oostelijke Mijnstreek via station Echt de tramlijn opgeleid en vervolgens via de kolentip in Maasbracht op schepen geladen. De kolentip werd bij het gereedkomen van het Julianakanaal overbodig en werd in juli 1935 gesloten, want vanaf mei 1934 vond de overslag plaats in de havens van Born, Stein en Borgharen. De Tipstraat en restaurant voorheen de Kolentip op het onderstel van deze voormalige installatie herinneren aan deze tijd. Er is een Maasboulevard waar veel economische activiteiten plaatsvinden die met binnenvaart en ook pleziervaart samenhangen. 
In 1934 kwam het Julianakanaal gereed, dat via het Sluizencomplex Maasbracht toegankelijk is. Maasbracht wordt mede daardoor ook door veel binnenvaartschippers gekozen als zogenaamde "thuishaven", of domicilie (een postadres), omdat men toch een vast adres aan wal moet hebben om schriftelijk bereikbaar te zijn. Ook godsdienstoefeningen (katholiek, hervormd, gereformeerd) konden er worden bijgewoond.

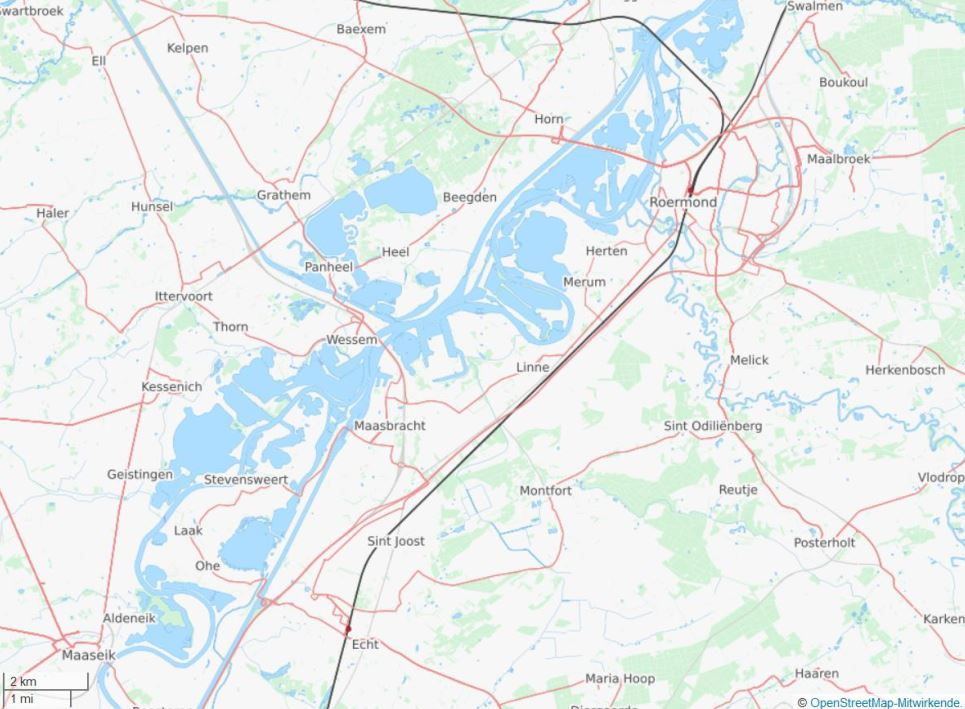
Maasbracht aan de Maas en de Maasplassen

In Maasbracht ligt ook een van de grootste elektriciteitscentrales van Nederland. De Clauscentrale, genoemd naar Prins Claus, levert ruim acht procent van de Nederlandse elektriciteit. Maasbracht ligt aan twee snelwegen, de Rijksweg 2 en de Rijksweg 73.
Maasbracht heeft ook een industriehaven met het industrieterrein Koeweide. Hier vindt men scheepvaartgerelateerde bedrijven als Linssen Yachts, en metaalbedrijf Antonius, waar onderdelen van drukketels worden vervaardigd. Ook zijn er de silo's van mengvoederbedrijf De Heus en van Cehave Landbouwbelang.
Naast dit industrieterrein zijn er nog enkele andere, kleinere, bedrijventerreinen.

## Bezienswaardigheden
- De Sint-Gertrudiskerk heeft een 14e-eeuwse toren en is een rijksmonument
- De Mollerkapel ten zuidwesten van het dorp.
- Heilig Hartbeeld (1924), gemaakt door Jan Custers
- De 19e-eeuwse Leonardusmolen
- Het sluizencomplex Maasbracht in het Julianakanaal heeft met 11,85 meter het grootste verval van alle sluizen in Nederland.
- De voormalige stoomzuivelfabriek "De Driesprong", aan Rijksweg 4. Van 1910, met uitbreiding van 1922. In 1952 werd het fabriekje verbouwd tot school.
- Maas Binnenvaartmuseum, aan Havenstraat 12.

## Religie
De religie in Maasbracht stond en staat in het teken van de schippers. De katholieke schippers konden terecht in de parochiekerk, maar een protestantse kerk was afwezig, omdat Maasbracht weinig protestanten kent.  
Naast de rooms-katholieke parochiekerk heeft Maasbracht twee protestantse kerken gekend, die voornamelijk ten dienste van de protestantse schippers staan of stonden:
- De voormalige gereformeerde kerk van 1949, aan Sintelstraat 23, nu protestantse kerk.
- De voormalige hervormde kerk van 1950, aan Julianalaan 42, na 2004 gesloopt.
- Aan de Havenstraat 15 is een kerkgebouw geopend onder de naam Thuishaven, dat sinds 2016 als City Life Church Midden-Limburg aangesloten is bij City Life Church, onderdeel van de pinksterbeweging.

## Geboren in Maasbracht
- Pierre Cnoops (4 juli 1938 - 1 december 2018), buuttereedner
- Margo Reuten (23 december 1965), chef-kok
- Mark van Bommel (22 april 1977), profvoetballer

## Nabijgelegen kernen
Sint Joost, Stevensweert, Brachterbeek, Montfort

## Overig
De plaats Maasbracht wordt genoemd in een limerick van Kees Stip.
Steden en dorpen:
Beegden · Brachterbeek · Heel · Linne · Maasbracht · Ohé en Laak · Panheel · Stevensweert · Thorn · Wessem

Buurtschappen: Baarstraat · Bilt · Brandt · Eiland · Osen · Pol · Santfort (deels) · Weerd

Voormalige gemeenten: Heel · Maasbracht · Thorn

Limburg: Steden en dorpen      Nederland: Provincies · Gemeenten